# Aérodrome de Churchill Falls
L'aéroport de Churchill Falls est situé au centre du Labrador à Terre-Neuve-et-Labrador au Canada.

## Situation
| \| 200 km1:9 384 000 \| Saint Lewis-Fox Harbour Black Tickle Cartwright Charlottetown Hopedale Makkovik Mary's Harbour Nain Natuashish Port Hope Simpson Postville Rigolet St. Anthony Wabush William's Harbour Gander Saint-Jean Stephenville Deer Lake Goose Bay Churchill Falls |
| 200 km1:9 384 000 |

## Compagnies aériennes et destinations
| Compagnies   | Destinations      |
| ------------ | ----------------- |
| PAL Airlines | Goose Bay, Wabush |

Édité le 21/04/2025